# Nannopopillia damarae
Nannopopillia damarae är en skalbaggsart som beskrevs av Ohaus 1901. Nannopopillia damarae ingår i släktet Nannopopillia och familjen Rutelidae. Inga underarter finns listade i Catalogue of Life.